# Diario Ahora (Lima)
Ahora fue un diario peruano, editado en Lima. Inició su funcionamiento en los difíciles momentos de la historia del Perú comprendidos entre el asesinato del presidente del Perú Luis Miguel Sánchez Cerro ocurrido el 30 de abril de 1933 y los acontecimientos previos a las Elecciones Generales de 1936.
Ahora estaba inspirado por las ideas socialdemócratas de su fundador, Luis Antonio Eguiguren. Por esto, el periódico defendía los principios del Estado de Derecho, de la democracia, frente a la convivencia autocrática que se gestó entonces entre el Poder Legislativo y el Ejecutivo. El Congreso constituyente, elegido democráticamente en octubre de 1931, se encontraba mutilado desde febrero de 1932. Los representantes de la oposición habían sido apresados y deportados. Al ser asesinado el presidente peruano, el Congreso nombró a Oscar R. Benavides, militar que había conseguido el control de las fuerzas armadas.

## Origen
Fundado por Luis Antonio Eguiguren Escudero, Ahora apareció, siendo para muchos uno de los diarios más modernos e importantes de Latinoamérica. Al respecto, "United Press encomia los esfuerzos de “Ahora”. En esa fecha el tiraje de “Ahora” era más del doble que el de los diarios La Prensa, La Crónica y El Universal juntos (Agosto 1934)". La Alianza Nacional, movimiento político iniciado por invitación de Amadeo de Piérola, necesitaba un órgano de expresión. Luis Antonio Eguiguren lo implementó con sacrificio económico personal. La Alianza se había formado para reintegrar al Parlamento sus miembros amputados desde 1932. Pero luego se desvió de sus fines y Luis Antonio Eguiguren hubo de apartarse de ella. Eguiguren había fundado el Partido Social Demócrata, en 1933, con el que luego participaría como candidato a la Presidencia de la República en las Elecciones Generales de 1936. Triunfó en éstas, pero fueron anuladas por el Congreso en acuerdo con el Ejecutivo a cargo de Oscar R. Benavides.
El 8 de mayo de 1934 se vocea por primera vez Ahora en las calles de Lima. "...era su nombre una clarinada de verdad y entereza". "Sus páginas plenas de sinceridad, reflejaban los optimismos de entonces; recogiendo los editoriales los anhelos públicos hasta entonces acallados por la censura". El Diario Ahora, desde su inicio, contaba con un local en el centro de Lima situado en la Calle Plumereros 364. Tenía también una puerta en la Plazuela de San Agustín. La calle Plumereros es la cuadra tres del Jirón Camaná. Ahí "Ahora" tenía sus oficinas y talleres gráficos. 
Suiberto Celso Torres Tamayo (1894-1941), Jefe de Redacción de Ahora, periodista nacido en Caraz (Ancash), fue uno de los fundadores de la Asociación Nacional de Periodistas del Perú (ANP) en 1928. El 28 de junio de 1934 en Ahora aparece la siguiente Nota Editorial: 

«Hallándose preso, desde anoche a las 11:30 p.m. nuestro jefe de redacción señor Suiberto C. Torres, se ha encargado de la Jefatura de la misma el redactor principal, señor Carlos Parra del Riego.»

La censura estaba a la orden del día. El motivo del arresto se explica así:

«El repugnante vicio del juego, repudiado por la Constitución y las leyes de la República, había adquirido tales proporciones alarmantes , que la banca y el alto comercio trataron de buscar soluciones adecuadas para detener su ejercicio ilegal(…)
Este nuevo sesgo que tomaba el inquietante problema social del juego de envite, obligó, al mismo tiempo, una vigorosa campaña de “Ahora”, cuyo resultado inmediato constituyó la prisión del Redactor-Jefe de “Ahora” señor Suiberto Torres, actitud que fue disimulada con pretextos fútiles, que no son del caso recordar.

En el fondo de tal medida insólita, los dirigentes del diario “Ahora” no vimos otra cosa que una advertencia temeraria acerca del camino por el que proyectaba dirigir sus actividades el régimen imperante; habiéndose extremado desde entonces sistemas de rigor contra los personeros de la prensa.»

En 1943 Luis Antonio Eguiguren dedicó, a Suiberto Torres, su obra Notes on the Territorial Question between Peru and Ecuador: Part II. INVINCIBLE JAEN con estas palabras aqui traducidas del inglés:

«Dedico este segundo Libro a la memoria de SUIBERTO C. TORRES periodista honesto, jefe de la redacción de "AHORA". Murió pobre porque prefirió aferrarse a su puesto antes que ceder ante quienes destruyeron la estima de la soberanía popular. Fue elegido Diputado por Ancash, su tierra natal, en las legítimas elecciones de 1936 en una lucha noble y bien inspirada; pero fue privado de ese cargo por usurpación egoísta. Su nombre inscrito en la portada de esta obra significa el recuerdo de un leal amigo y digno ciudadano.»

## Fin deAhora

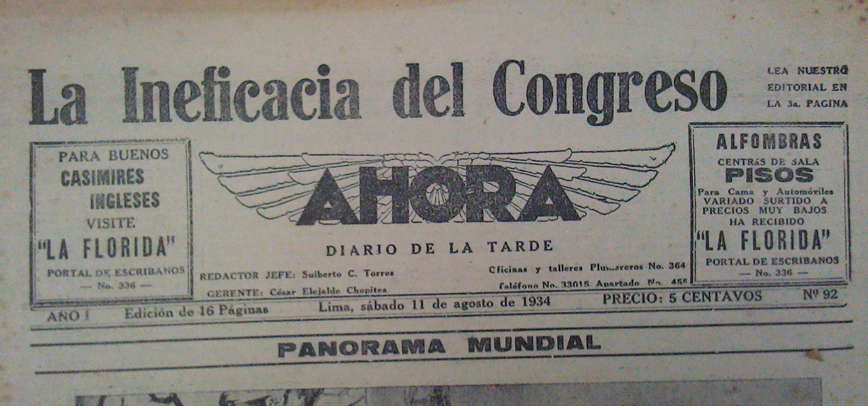
Titular del Nº 92 del Diario Ahora (Lima) tres días antes de su arbitraria clausura

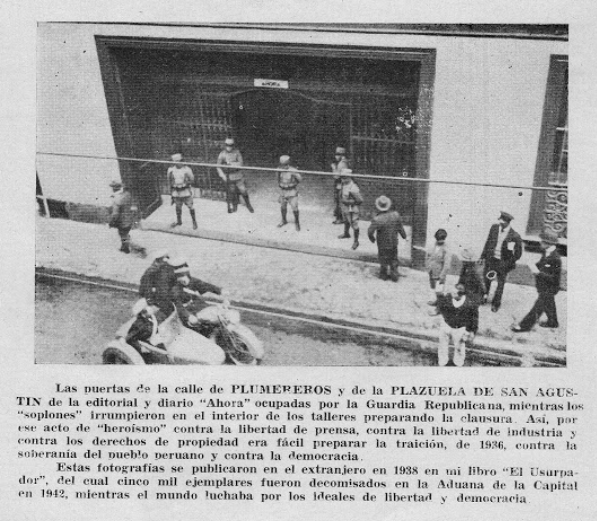

Ahora presentaba en sus páginas una postura crítica al Poder Ejecutivo y al Congreso, que funcionaba sin los representantes de la oposición elegidos democráticamente: habían sido deportados. La prepotencia del Ejecutivo llegó a su clímax cuando, el 12 de agosto de 1934, la fuerza pública se presentó en los talleres de Ahora con una orden de clausura emitida por el gobierno de Oscar R. Benavides, que contravenía la libertad de expresión y la libertad de empresa ya que la clausura incluía una empresa editorial. La orden estaba amparada en la llamada Ley de Emergencia de 1932.
El justificante inmediato de la clausura de Ahora fue el apoyo "al gremio de choferes que propugnaban la rebaja en el impuesto del peaje en las carreteras, repletando las prisiones con cuantos ciudadanos simpatizaban con esa iniciativa".

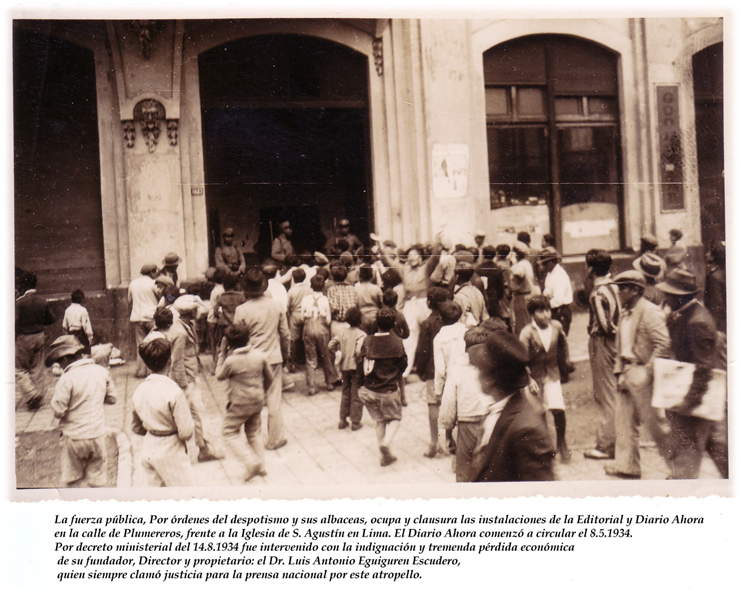
Clausura del Diario y Editorial Ahora el 12 de agosto de 1934

El fundador y propietario de Ahora presentó al Estado peruano todos los recursos posibles para que se hiciera justicia, solicitando primero la suspensión de la arbitraria orden de clausura y luego una compensación por daños y perjuicios económicos causados en la maquinaria de impresión que había sido adquirida con el esfuerzo de su fundador.

## Nota
1. ↑  Benavides ─en 1933─ había prometido a elecciones complementarias para llenar las vacantes del Congreso Constituyente, pero estas elecciones fueron diferidas una vez y otra.Cf. CHIRINOS SOTO, Enrique (1991) Historia de la República Tomo II p.215.